# Mladen Muše
Mladen Muše (* 20. Januar 1963 in Bjelovar) ist ein deutsch-kroatischer Schachmeister. Er spielte bis 2006 für den Deutschen Schachbund und wechselte dann zum Kroatischen Schachbund.
Muše siegte oder belegte vordere Plätze in mehreren Turnieren: 3. Platz in Dortmund bei der U-20 Jugendeinzelmeisterschaft der Bundesrepublik Deutschland (1982), 1. Platz beim Turnier in Banja Vrućica (1987), 1. Platz beim Herbstturnier in Budapest (1990), 2. Platz beim Turnier in Vinkovci (1993) und 1. Platz beim 5. Cvitanovic Memorial (2000). Er ist dreifacher Berliner Meister im Schach: Die West-Berliner Einzelmeisterschaft gewann er in den Jahren 1985, 1987 und 1989. Die Deutsche Meisterschaft im Blitzschach gewann er 1999.
Muše trägt seit 2001 den Titel Großmeister. Internationaler Meister wurde er 1986. Vereinsschach spielte er in den 1980er Jahren für die SVg Lasker-Steglitz (unter anderem in der Saison 1982/83 und von 1984 bis 1990 in der 1. Bundesliga), in den 1990er Jahren für den SV Empor Berlin (von 1991 bis 1998 in der 1. Bundesliga), mit dem er auch zweimal am European Club Cup teilnahm und in den 2000er Jahren für den SK König Tegel (unter anderem in den Saisons 2000/01, 2006/07, 2009/10, 2011/12 und 2013/14 in der 1. Bundesliga) in der 1. und 2. Bundesliga.
In der österreichischen Bundesliga (bis 2003 Staatsliga) spielte Muše in der Saison 1997/98 für den SK Sparkasse Fürstenfeld, von 2001 bis 2004 für den ESV Austria Graz, mit dem er 2003 österreichischer Mannschaftsmeister wurde.
Sein Bruder Dražen (* 1971) ist ebenfalls Schachspieler und trägt den Titel eines Internationalen Meisters.